# Parque temático Mudéjar
El Parque temático Mudéjar de Olmedo es un parque en miniatura ubicado en Olmedo, (provincia de Valladolid, Castilla y León, España). Fue inaugurado en 1999 y  cuenta con 21 maquetas de edificios de Castilla y León (castillos, iglesias...) de estilo mudéjar en una extensión de casi 15.000 metros cuadrados. También hay trenes a escala que atraviesan el parque, lagos, gran variedad de plantas y zonas infantiles para jugar. Es uno de los sitios más visitados de Olmedo.

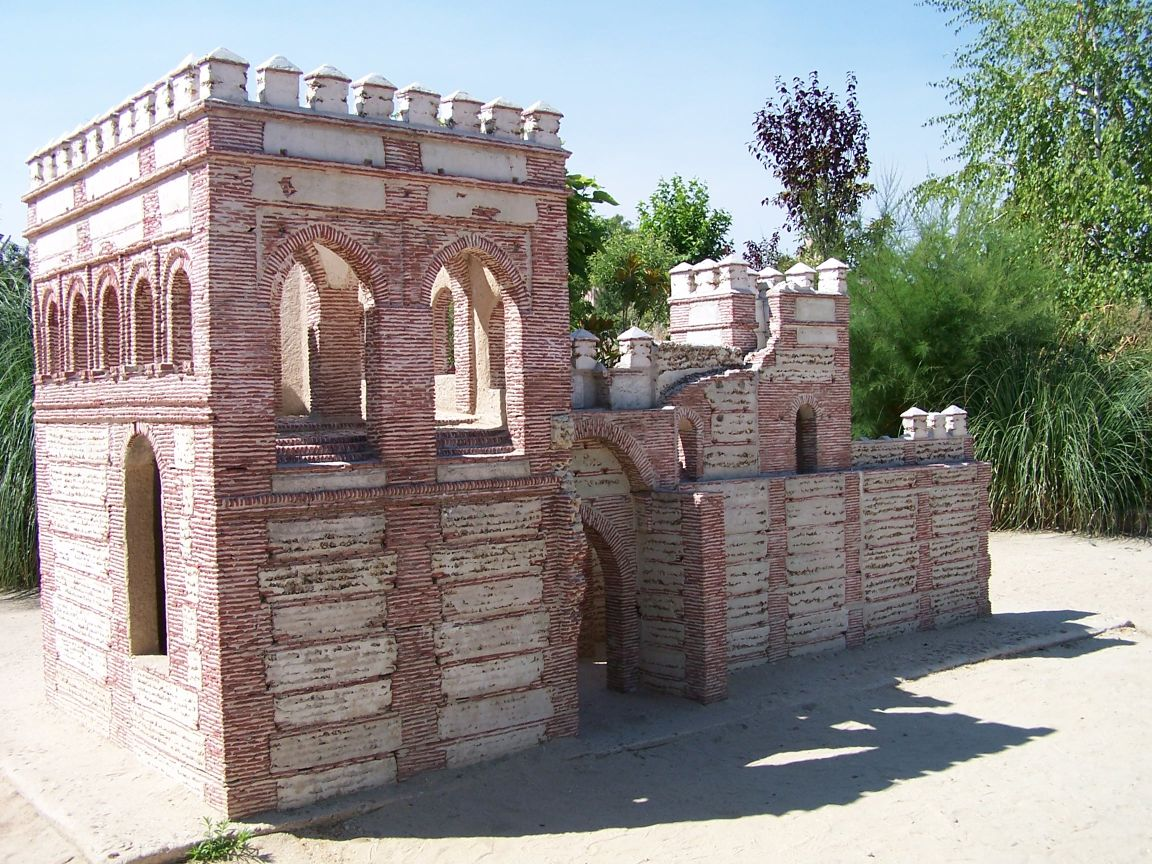
Maqueta a escala de la Puerta de Cantalapiedra.

## Maquetas expuestas
- Ermita de La Lugareja (Arévalo)
- Palomar (típico de todo Castilla y León)
- Iglesia de San Boal (Pozaldez)
- Iglesia de San Andrés (Olmedo)
- Iglesia de San Miguel (Olmedo)
- Fuente de Caño Olmedo (Olmedo)
- Iglesia de San Juan Bautista (Fresno el Viejo)
- Monumento a la Soterraña (Olmedo)
- Iglesia de San Tirso (Sahagún)
- Palacio de Pedro I (Astudillo)
- Puerta de San Basilio (Cuéllar)
- Ermita de San Saturio (Soria)
- Estación de Villalón (Villalón)
- Puerta de Medina (Madrigal de las Altas Torres)
- Puerta de Cantalapiedra (Madrigal de las Altas Torres)
- Iglesia de San Pedro (Alcazarén)
- Iglesia de San Salvador de los Caballeros (Toro)
- Iglesia de Nuestra Señora del Castillo (Muriel de Zapardiel)
- Castillo de Coca (Coca)
- Estación de Olmedo (Olmedo)
- Castillo de La Mota (Medina del Campo)